# Azioni di nunciazione
Per azioni di nunciazione si intendono le azioni che il possessore (o il proprietario, o il titolare di altro diritto reale minore) può proporre al fine di prevenire possibili danni materiali alla cosa oggetto del possesso, così da tutelare il proprio diritto di continuare a godere del bene nello stato di fatto in cui si trova.
Tali azioni sono:
- la denuncia di nuova opera;
- la denuncia di danno temuto.

Entrambe sono disciplinate anche dal codice di procedura civile e hanno natura cautelare.

## Denunzia di nuova opera
La denuncia di nuova opera è l'azione con cui si domanda al giudice di vietare la continuazione della nuova opera, intrapresa da altri sul proprio o sull'altrui fondo. Ha due presupposti: l'opera deve essere stata intrapresa, ma non ancora compiuta; deve sussistere un ragionevole timore di danno alla cosa che forma oggetto del diritto o del possesso. Il termine per la proposizione dell'azione è di un anno dall'inizio dell'opera. La legittimazione passiva appartiene a colui che realizza la nuova opera. L'esecuzione di un'opera, dalla quale possa derivare un danno per la cosa oggetti di altrui diritto o possesso, configura un atto illecito: il denunciante, perciò, può domandare anche il risarcimento del danno che abbia già sofferto.

## Denunzia di danno temuto
La denuncia di danno temuto è l'azione proponibile quando il proprietario, il titolare di un altro diritto reale di godimento o il possessore abbia ragione di temere che da qualsiasi edificio, albero o altra cosa sovrasti un pericolo di danno grave e prossimo alla cosa oggetto del diritto o del possesso. Il presupposto oggettivo dell'azione è costituito dal pericolo di danno grave e prossimo alla cosa. La legittimazione passiva appartiene sempre a colui che, essendovi obbligato, abbia omesso di espletare l'attività necessaria per evitare l'insorgenza del pericolo. Mentre con la denuncia di nuova opera il denunciante lamenta un facere, nella denuncia di danno temuto si contesta la legittimità di un non facere da parte del soggetto tenuto alla manutenzione o alla custodia.